# Línea Valladolid-Aeropuerto del Transporte Metropolitano de Valladolid
La conexión Valladolid-Villanubla-Aeropuerto de la red del Transporte Metropolitano de Valladolid es un servicio de autobuses interurbanos operado por Linecar, como parte de la concesión VAC-145.

## Horario
La línea circula en horario diurno entre las 8 y las 20 horas, aunque varía según el día de la semana, con una frecuencia de entre una y dos horas.
| Día                        | Lugar de salida | Horas de salida                                             |
| -------------------------- | --------------- | ----------------------------------------------------------- |
| Lunes a viernes laborables | Valladolid      | 8:00, 9:00, 10:30, 12:00, 13:15, 15:00, 16:30, 18:30, 20:00 |
| Lunes a viernes laborables | Aeropuerto      | 8:30, 9:45, 11:15, 12:45, 14:30, 15:45, 17:00, 19:15, 20:45 |
|                            |                 |                                                             |
| Sábados laborables         | Valladolid      | 9:00, 10:30, 12:00, 13:15, 15:00, 16:30, 18:30              |
| Sábados laborables         | Aeropuerto      | 9:45, 11:15, 12:45, 14:30, 15:45, 17:00, 19:15              |
|                            |                 |                                                             |
| Domingos y festivos        | Valladolid      | 11:15, 12:45, 14:30, 15:45, 17:00, 19:15, 20:45             |
| Domingos y festivos        | Aeropuerto      | 10:30, 12:00, 13:15, 15:00, 16:30, 18:30, 20:00             |

Empresa Linecar paradas y horarios de Valladolid a Aeropuerto de Villanubla: http://linecar.es/pdf/Horarios%20Aeropuerto%20Villanubla.pdf

## Paradas
La línea circula desde la estación de autobuses de Valladolid a la plaza del Poniente y el barrio de La Victoria. Seguidamente continúa hacia Villanubla, donde para en la intersección de la carretera N-601 con la de Fuensaldaña (VP-4501), y finaliza en el aeropuerto de Valladolid. El trayecto de vuelta también da servicio al barrio de la Huerta del Rey, la Feria de Muestras y la estación del Norte.
| Valladolid - Villanubla - Aeropuerto              | Valladolid - Villanubla - Aeropuerto                               |
| Hacia Aeropuerto                                  | Hacia Valladolid                                                   |
| ------------------------------------------------- | ------------------------------------------------------------------ |
| Estación de autobuses de Valladolid               | Aeropuerto de Villanubla Salidas                                   |
| Pº Isabel la Católica esq. pza. Poniente          | Ctra. Adanero-Gijón esq. c/ Parador                                |
| Avda. Gijón, 6 esq. pza. San Bartolomé            | Avda. Ramón Pradera esq. avda. Gloria Fuertes, Feria de Valladolid |
| Ctra. Adanero-Gijón fte. 3 esq. ctra. Fuensaldaña | Pº Isabel la Católica fte. pza. Poniente, rosaleda                 |
| Aeropuerto de Villanubla Salidas                  | C/ Recondo esq. pza. Colón                                         |
|                                                   | Estación de autobuses de Valladolid                                |